# センゴク 〜大失敗したリーダーの大逆転〜
『センゴク 〜大失敗したリーダーの大逆転〜』（せんごく だいしっぱいしたりーだーのだいぎゃくてん）は、宮下英樹の漫画『センゴク』シリーズを原案として、2022年3月30日にNHK BS4K、同年5月13日にNHK BSプレミアムで放送されたテレビドラマ。主演は中村蒼。
本作は戦争とは縁遠い世代に戦争について考えてもらう企画「ドラマ×マンガ」の第5弾。過去4年は戦争に纏わる漫画が原案となっていたが、今回は視野を広げる形で戦国時代に生きた仙石権兵衛秀久を主役とした「センゴク」シリーズを原案として、現代に生きる広告代理店のプロジェクトリーダーを任された千石健人が仙石権兵衛の生き様、豊臣秀吉や織田信長などから授けられた言葉からリーダーとしての心得を学び、自分らしい生き方を模索する姿を描く。

## キャスト
千石健人
演 - 中村蒼
本作の主人公。広告代理店に勤務しており、プロジェクトリーダーを任される。
岸野凛子
演 - 橋本マナミ
広告代理店に勤務している女性で、健人の先輩。
相模弥生
演 - 斉藤由貴
古民家食堂を営む女主人。

### 役名未定
林裕太
奥田洋平
今村裕次郎

## スタッフ
- 原案 - 宮下英樹「センゴク」シリーズ（ヤンマガKCスペシャル / 講談社刊）
- ドラマ脚本 - 高矢航志
- 演出 - 小山靖史、木學亮子
- プロデューサー - 平体雄二
- 制作統括 - 藤田英世、小山靖史
- 制作協力 - スタジオブルー
- 制作 - NHKエンタープライズ